# Стецко, Олег Владимирович
Олег Владимирович Стецко (род. 5 апреля 1935, Москва — 23 августа 2022, там же) — российский, ранее советский шахматист, мастер спорта СССР (1969), старший тренер сборной СССР (1983—1989), международный судья (1988). По основной профессии — офицер Авиации Военно-морского флота СССР с 1953 по 1980 год.
В 1953 году поступил в Военно-морское авиационно-техническое училище им. В. М. Молотова в городе Молотов, которое окончил в 1955 году. В ходе службы заочно окончил Московский авиационный институт на факультете «двигатели летательных аппаратов». Служил в ВВС Черноморского флота. Летал в качестве бортинженера-инструктора на самолётах-разведчиках Ту-95РЦ, выполнявших роль целеуказателя над мировым океаном. Служил в отдельном дальнеразведывательном авиационном полку, базировавшемся на Северном флоте. Был заместителем командира авиаэскадрильи по инженерно-авиационной службе, заканчивал службу подполковником-инженером в штабе авиации ВМФ СССР. В 1980 году был уволен в запас и переведён на работу в Госкомспорт СССР.
С шахматами Олег познакомился в десятилетнем возрасте в пионерлагере. В 15 лет получил первые шахматные уроки на Стадионе Юных пионеров. Стецко — победитель и призёр ряда флотских соревнований по шахматам, чемпион Военно-морского флота СССР 1956 года. 
Капитан Олег Стецко - четырёхкратный чемпион Черноморского флота СССР 1955, 1957, 1958, 1961 годов. 
С 1980 по 1990 год работал в качестве старшего тренера мужской сборной команды СССР Управления шахмат Госкомспорта СССР. Был организатором всесоюзных шахматных турниров. Под его руководством сборная СССР выиграла свой последний командный чемпионат мира в Люцерне с отрывом в 5 очков от соперников (октябрь-ноябрь 1989 года).
Стецко — автор более 20 книг, а также многочисленных статей по теории шахматных дебютов, истории советских шахмат и биографий великих шахматистов.
Помимо шахмат Стецко увлекался горными лыжами и греблей на байдарках, в возрасте свыше 80 лет регулярно выезжал на горнолыжные курорты России и Европы.
Олег Стецко был женат, имел двух сыновей. Старший сын Геннадий (род. 1 июня 1959), кандидат технических наук, работает в МАИ. Младший сын, Владимир Стецко (род. 10 мая 1965) является известным спортивным телекомментатором, «золотым голосом» российского волейбола, пресс-атташе Всероссийской федерации волейбола; по его линии три внучки — Мария, Ксения и Валерия.
Олег Владимирович Стецко скончался 23 августа 2022 года в возрасте 87 лет в Москве от последствий инсульта.

## Книги
- Староиндийская длиною в жизнь: Новые идеи старого дебюта. Рипол Классик, 2002. 302 с. ISBN 5-7905-1503-7 (в соавторстве с Эдуардом Гуфельдом)
- Минимальное преимущество. Рипол Классик, 2003. 196 с. ISBN 5-7905-1895-8 (в соавторстве с Эдуардом Гуфельдом)
- Сицилианская защита. Вариант Дракона. Астрель, 2003. 476 с. ISBN 5-17-017690-2 (в соавторстве с Эдуардом Гуфельдом)
- Французская защита. Классическая система. Астрель, 2004. 222 с. ISBN 5-17-026848-3
- Сицилианская защита. Атака Созина-Фишера. Астрель, 2007. 378 с. ISBN 978-5-17-045426-6 (в соавторстве с Адрианом Михальчишиным)
- Стратегия висячих пешек. Рипол Классик, 2009. 210 с. ISBN 978-5-386-01385-1 (в соавторстве с Адрианом Михальчишиным)
- Стратегия изолированной пешки. Русский шахматный дом, 2009. 200 с. ISBN 978-5-94693-145-8 (в соавторстве с Александром Белявским и Адрианом Михальчишиным)
- Магнус Карлсен. 60 партий лидера современных шахмат. Русский шахматный дом, 2011. 296 с. ISBN 978-5-94693-244-8 (в соавторстве с Адрианом Михальчишиным)
- Фишер против Найдорфа. Сицилианская защита. Русский шахматный дом, 2013. 312 с. ISBN 978-5-9902352-0-5
- Шахматы. Техника Эндшпиля. Русский шахматный дом, 2013. 376 с. ISBN 978-5-94693-312-4 (в соавторстве с Адрианом Михальчишиным)
- Несгибаемый дракон. Атака Раузера. Андрей Ельков, 2014. 293 с. ISBN 978-5-906254-09-2
- Адриан Михальчишин, Олег Стецко. Золотой век советских шахмат. — Москва: Андрей Ельков, 2014. — 504 с. — ISBN 978-5-906254-10-8.
- (в качестве редактора) Петросян Т. В. Мои лучшие партии. — М.: Русский шахматный дом, 2015. — 496 с. — (Великие шахматисты мира). — ISBN 978-5-94693-441-1.